# Mojmir I

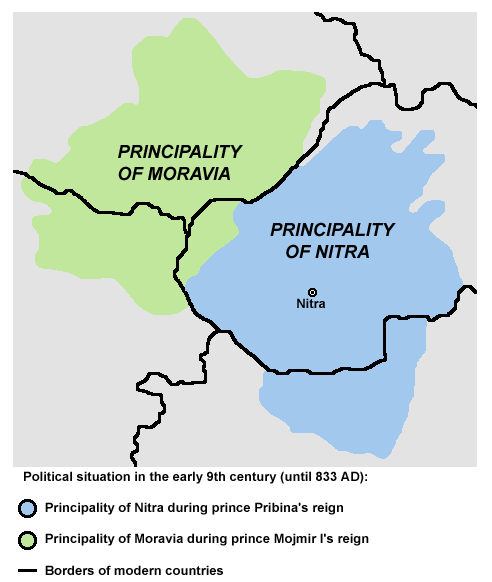

Mojmir I (czes. Mojmír I, słow. Mojmír I, zm. w 846 roku) – pierwszy historycznie znany władca państwa wielkomorawskiego, sprawujący władzę od ok. 820–830 do 846, założyciel dynastii Mojmirowiców.

## Życiorys
Księstwo morawskie jest wzmiankowane w źródłach po raz pierwszy w 822. Od 830 pojawia się imię księcia Mojmira I. Według źródeł utrzymywał przyjazne kontakty z państwem Franków, formalnie uznawał zwierzchnictwo cesarza Ludwika I Pobożnego. Wspomagał misję łacińskich księży wysyłanych na Morawy z Pasawy. W 831 został ochrzczony przez biskupa Pasawy Reginhara.
Ok. 833 Mojmir I zorganizował wyprawę przeciwko księstwu nitrzańskiemu, którego władcą był książę Pribina. Długo przypuszczano, że chodziło o sąsiedzki spór. Według Dušana Třeštíka Pribina był już zależny od księcia morawskiego, ale usiłował się usamodzielnić. Mojmir I zdobył nitrzańskie grody i Pribina został zmuszony do ucieczki. Następnie zaś dostał się pod ochronę Franków, ale ponieważ był poganinem – Frankowie nie mogli mu pomóc atakując chrześcijańskiego władcy Mojmira. W zamian za poprzednie księstwo Pribina otrzymał władzę w Księstwie Błatneńskim. Zjednoczenie księstw morawskiego i nitrzańskiego pod władzą Mojmira stało się doniosłym wydarzeniem w formowaniu jednolitego państwa wielkomorawskiego.
Księstwo nitrzańskie w ramach Wielkich Moraw zachowało wyjątkową pozycję, książę nitrzański zostawał później mianowany na następcę księcia wielkomorawskiego z dynastii Mojmirowiców.
O czasach władzy Mojmira I opowiada frankijskie źródło tzw. Geograf Bawarski, w którym wymienia się, że Słowianie na terytorium dzisiejszej Słowacji mają 30, w dzisiejszych Morawach 11, w Czechach 15 i w Bułgarii 5 grodów. Liczby te zostały potwierdzone przez systematyczne prace archeologiczne.
Mojmirowi I udało się jeszcze rozszerzyć terytorium Rzeszy Wielkomorawskiej w kierunku do północnego brzegu rzeki Dunaj. W 846 Frankowie wprowadzili na tron książęcy Rościsława, bratanka zmarłego księcia Mojmira.